# Mount Carbon (Pensilvania)
Mount Carbon es un borough ubicado en el condado de Schuylkill en el estado estadounidense de Pensilvania. En el año 2000 tenía una población de 87 habitantes y una densidad poblacional de 546 personas por km².

## Geografía
Mount Carbon se encuentra ubicado en las coordenadas 40°40′21″N 76°11′15″O / 40.67250, -76.18750.

## Demografía
Según la Oficina del Censo en 2000 los ingresos medios por hogar en la localidad eran de $34,688 y los ingresos medios por familia eran $46,875. Los hombres tenían unos ingresos medios de $24,000 frente a los $23,125 para las mujeres. La renta per cápita para la localidad era de $18,355. Alrededor del 7.1% de la población estaba por debajo del umbral de pobreza.